# Хейфец, Семён Ильич
Семён Ильич Хейфец (1909—1992) — советский офицер-пехотинец в годы Великой Отечественной войны, Герой Советского Союза (15 мая 1945). Старший лейтенант.

## Биография
Родился в семье рабочего. Еврей. Окончил четыре класса средней школы № 11 Иркутска. Учился в вечернем машиностроительном техникуме и одновременно сам преподавал технологию металлов в школе (1932–1937). С 1937 года работал начальником штамповочно-заготовительного цеха Иркутского станкостроительного завода. В Красную Армию был призван в 1939 году, участник боёв на реке Халхин-Гол. В 1940 году уволен в запас.
Вернулся в Иркутск, работал начальником мастерских сельскохозяйственного института и главным механиком Иркутского хлебокомбината.
В феврале 1943 года вторично призван в Красную Армию. Окончил Забайкальское стрелково-миномётное училище в 1944 году. На фронте Великой Отечественной войны — с июля 1944 года. Член ВКП(б) с 1945 года.
Командир стрелковой роты 932-го Краснознамённого ордена Александра Невского стрелкового полка 252-й Харьковско-Братиславской Краснознамённой орденов Суворова и Богдана Хмельницкого стрелковой дивизии 46-й армии Второго Украинского фронта Семён Хейфец совершил выдающийся подвиг в ходе Венской наступательной операции. Со своей ротой 28 марта 1945 года пробился к Дунаю и в ночь на 30 марта на лодках переправился через него в районе острова Сентпаль (западнее города Комаром, Венгрия). К вечеру 30 марта 3 рота в числе других подразделений вошла в город Комарно.
За образцовое выполнение боевых заданий командования на фронте борьбы с немецкими захватчиками и проявленные при этом отвагу и геройство, Указом Президиума Верховного Совета СССР от 15 мая 1946 года Хейфецу Семёну Ильичу присвоено звание Героя Советского Союза с вручением ордена Ленина и медали «Золотая Звезда» (№ 5389).
С 1945 года — в запасе. Работал в Иркутске на предприятиях бытового обслуживания и хлебопекарной промышленности.
Похоронен в Иркутске на Ново-Ленинском кладбище.

## Награды
- Герой Советского Союза (15.05.1946)
- Орден Ленина (15.05.1946)
- Ордена Отечественной войны 1-й и 2-й степеней
- Орден Красной Звезды
- Медали

## Память
- В Иркутске на доме, где жил Семён Хейфец, в память о нём установлена мемориальная доска[1].